# Can Jan (Osor)
Can Jan és una casa d'Osor (Selva) inclosa a l'Inventari del Patrimoni Arquitectònic de Catalunya.

## Descripció
És un edifici cantoner de quatre plantes i coberta de quatre vessants situada al centre d'Osor, entre el carrer Major i el carrer Catalunya. Les façanes són arrebossades i pintades i les obertures són bàsicament rectangulars, a excepció de les finestres d'arc de mig punt i guardapols del tercer pis.
La planta baixa presenta un arrebossat decorat amb franges horitzontals. A la part del carrer Major la planta baixa serveix per anivellar la casa amb el carrer Catalunya, que puja cap al turó on està situada l'església i la torre de Recs.
El primer pis consta d'un balcó corregut amb dues finestres, la porta principal, amb la seva escala que puja de la planta baixa, i una part emergent a la cantonada, amb tres finestres rectangulars al tres dels cinc costats del polígon emergent.
El segon pis presenta també un balcó corregut amb dos finestres, un balcó sobre la part emergent poligonal i dues finestres rectangulars. A la terrasseta cantonera hi ha un finestral gòtic, recuperat de la casa antiga, amb arc conopial polilobulat, guardapols motllurat i decoració vegetal i antropomorfa a les impostes.
El tercer pis conté, entre les dues façanes, 8 finestres d'arc de mig punt amb guardapols i ampit motllurat, i una terrassa a la banda del carrer Catalunya, al sud. El ràfec és de quatre fileres de ciment, rajola i teula.

## Història
Aquesta casa, situada al principi del carrer Catalunya, està datada del segle xv, encara que la seva forma actual és d'una reconstrucció de mitjan segle xx. La reforma de la casa fou l'any 1954.
La casa primitiva, anterior al segle xx, era de tres plantes, portal adovellat i el finestral gòtic (decorat amb arc conopial polilobulat, impostes amb imatgeria vegetal i una antropomorfa i guardapols) i coberta de doble vessant als laterals. Això es pot comprovar en la documentació fotogràfica de principis de segle xx, ja que aquest lloc era una de les places d'Osor. Actualment només resta d'aquesta casa el marc de pedra de la finestra antiga, ara traslladada al segon pis.
Pel que fa a la decoració antropomorfa, bàsicament dues cares humanes a l'altura de les impostes de la finestra gòtica, cal relacionar-les estilísticament i formalment amb un mateix taller que repartí la seva obra per bona part de la comarca de la Selva a finals del segle xv i, com ara a Maçanet de la Selva (Can Dot), Anglès (Can Cuc), la Cellera de Ter (Can Dalmau), entre d'altres exemples de finestres i decoracions de cases i masies clarament vinculats i similar.
Actualment és propietat de la família Busquets-Hortal.